# Роналд Фербенк
Артур Анесли Роналд Фербенк (енгл. Arthur Annesley Ronald Firbank; Стоук на Тренту, 17. јануар 1886 — Лондон, 21. мај 1926) био је енглески књижевник и естета, најпознатији по својим кратким, сатиричним и иноконокластичним романима: „Извештачена принцеза” (1915), „Валмот” (1919), „Цвет између стопала” (1923) и „О настраностима кардинала Пирелија” (1926).
Рођен је у богатој породици, школовао се нередовно на Кејмбриџу, а 1907. је приступио римокатоличкој цркви. Већи део живота је провео на путовањима по Европи, Блиском истоку и северној Африци. Био је крхог здравља, повучен, патолошки стидљив и параноичан, што је у комбинацији са редовним конзумирањем алкохола и марихуане довело до брисања границе у његовој свести између живота и уметности за коју је живео. Његова проза је писана под утицајем Оскара Вајлда. Одликује је китњаст, псеудобарокни израз, кемп сензибилитет, фриволни заплети, ишчашени карактери, егзотични простори и субверзивне опсервације о животу енглеске више класе, римокатоличког свештенства и ексцентрика различите националности. Фербенкови романи су обликовани у виду лабаво повезаних дијалошких вињета у којима се оно што је озбиљно третира као тривијално и обрнуто. Свет представљен у њима, како његова јунакиња Госпођа Шејмфут из романа „Вејглори” (1915) примећује, толико је „срамотно осмишљен да човек нема коме да се на њега пожали”.
Фербенк је сам финансирао штампање својих романа, а они до данашњих дана нису допрели до шире читалачке публике, већ су углавном хваљени од стране ужих кругова љубитеља опскурне литературе. Међу поштоваоцима Фербенковог дела налазе се Ивлин Во, Иви Комтон-Барнет, В. Х. Одeн, Карл ван Вехтен, Харолд Блум, Едмунд Вилсон, Сузан Сонтаг и Ален Холингхерст.